# 테레사 마드루가
테레사 마드루가(Teresa Madruga, 1953년 3월 18일 ~ )는 포르투갈의 배우이다.
아소르스 제도의 파이알섬의 오르타에서 태어났다.

## 영화
- 아파리상 (2018년)
- 썬비트 (2017년)
- 이매진 (2012년)
- 내일? (2012년)
- 타부 (2012년) - 필라 역
- 마우스 투 마우스 (2005년)
- 두 유랑자 (2005년)
- 죽음의 침묵 (2003년)
- 페레이라가 주장하다 (1995년)
- 절망의 날 (1992년)
- 치명적인 사우다지 (1987년) - 테레사 역
- 백색 도시 (1983년)
- 방문 혹은 기억과 고백 (1982년) - 내레이션 역
- 실베스트르 (1982년) - 수잔나 역
- 프란시스카 (1981년)